# Auguste Loustaunau

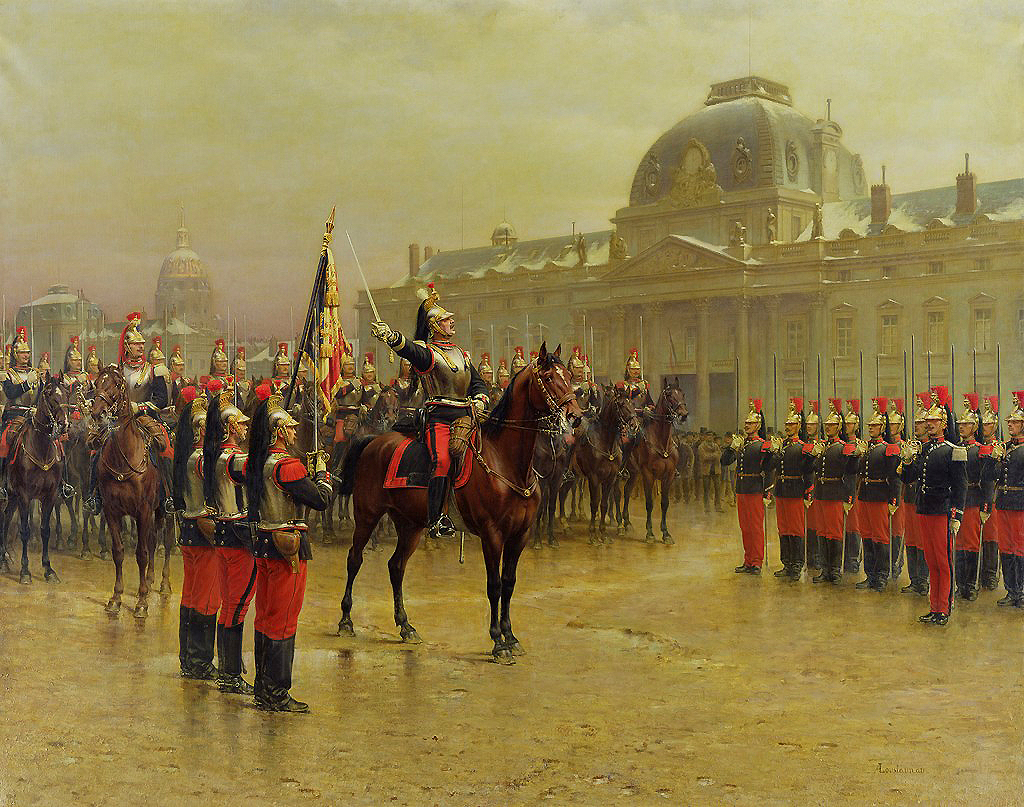
Coraceros, pintura de Loustaunau conservada en Versalles.

Auguste Loustaunau (París, 1846-Versalles, 1898) fue un pintor y acuarelista francés de línea académica. 
Se le puede incluir en la corriente preciosista por sus formatos frecuentemente reducidos, si bien optó por plasmar temas contemporáneos, frente a los historicistas y de casacón asociados a aquella. Es un maestro secundario dentro de la pléyade de pintores continuistas que surtieron de tableautins decorativos a la burguesía europea en paralelo a la irrupción del Impresionismo. Autor de biografía y producción no bien conocidas.

## Vida y carrera
Nacido en París el 12 de septiembre de 1846, Loustaunau se formó en la Escuela de Bellas Artes de dicha urbe con maestros como Jean-Léon Gérôme y Eugène Barrias. Se inició como paisajista y en 1861 debutó con una Vista de Bretaña en el Salón de artistas franceses. 

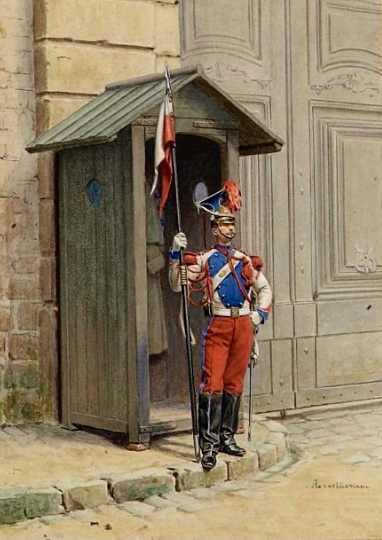
Lancero de la Guardia Imperial. Acuarela y gouache.

A partir de 1876 se centró en las escenas de género contemporáneas, tanto lienzos como acuarelas. Varias de ellas muestran a matrimonios de clase acomodada conversando en jardines y salones confortables. También pintó algunos temas militares bajo influencia de Édouard Detaille, como el cuadro Coraceros (1887) conservado en el Palacio de Versalles. Pero al contrario que los maestros preciosistas, inclinados a plasmar a mosqueteros y demás soldados del XVII en escenas intrascendentes e idealizadas, Loustaunau se ciñó casi sin excepción a su contexto temporal; al entorno donde vivía. 
Loustaunau alternó con similar pericia el óleo y la acuarela. En 1890 ingresó en la Société d’aquarellistes français; un grupo que había empezado a exponer en 1879 (en la galería parisina Durand-Ruel) y que se disolvió en 1896. 
El artista falleció en julio de 1898 en Versalles.